# Bucșenești-Lotași, Argeș
Bucșenești-Lotași este un sat în comuna Țițești din județul Argeș, Muntenia, România.